# Troguéry
 Troguéry  (en bretón Trogeri) es una población y comuna francesa, situada en la región de Bretaña, departamento de Côtes-d'Armor, en el distrito de Lannion y cantón de La Roche-Derrien.

## Demografía
| 306 | 290 | 238 | 227 | 224 | 233 | 273 |
| Para los censos de 1962 a 1999 la población legal corresponde a la población sin duplicidades (Fuente: INSEE [Consultar]) |     |     |     |     |     |     |